# 수은 중독
수은 중독은 수은이나 수은 화합물에 의한 중독 현상이자 질병이다. 수은은 여러 형태를 지닌 중금속으로, 이들 모두가 높은 수치의 독성을 지니고 있다. 크게 만성과 급성으로 나뉜다.

## 같이 보기
- 미나마타병
- 납 중독